# Flavio Favini
Flavio Favini es un deportista italiano que compite en vela en la clase Star. Ganó una medalla de bronce en el Campeonato Europeo de Star de 2023.

## Palmarés internacional
| Campeonato Europeo | Campeonato Europeo | Campeonato Europeo | Campeonato Europeo |
| Año                | Lugar              | Medalla            | Clase              |
| ------------------ | ------------------ | ------------------ | ------------------ |
| 2023               | Cannes (Francia)   | Medalla de bronce  | Star               |